# Jerzy Sosnowski (oficer wywiadu)
Jerzy Ksawery Franciszek Sosnowski (ur. 4 grudnia 1896 we Lwowie, zm. po 1 września 1939) – major kawalerii Wojska Polskiego, członek kadry olimpijskiej w zawodach konnych, oficer Oddziału II Sztabu Generalnego, który w latach 1926–1934 kierował w Niemczech placówką wywiadu „IN-3”, używając nazwiska Georg von Nalecz-Sosnowski, znany także jako Ritter von Nalecz. W ZSRR znany jako Jurek Sosnowski; niektóre źródła błędnie podają Stanisław Sosnowski.
Zorganizowana przez niego w Berlinie siatka wywiadowcza, obejmująca najwyższe dowództwo Reichswehry, dostarczyła dowodów na łamanie przez Rzeszę Niemiecką postanowień traktatu wersalskiego, która we współpracy ze ZSRR od lat 20. XX w. prowadziła wysokobudżetowy przestępczy program intensywnego rozwoju zakazanych Traktatem Wersalskim ofensywnych rodzajów sił zbrojnych: lotniczych, pancernych i chemicznych, zakazanych szkoleń kadry oficerskiej i wspólnych ćwiczeń wojskowych. Posługiwał się językami: niemieckim, francuskim i rosyjskim.

## Młodość
Był synem Józefa, pochodzącego z polskiej szlachty herbu Nałęcz, inżyniera, współwłaściciela przedsiębiorstwa budowlanego we Lwowie, i Ady, z domu Czarnowskiej. Miał młodszego o 10 lat brata Janusza. W 1914 z wynikiem celującym uzyskał maturę w gimnazjum humanistycznym we Lwowie. W latach 1912–1914 był czynnym członkiem lwowskiego Oddziału III Sokoła Konnego, w tym okresie brał też udział w ćwiczeniach „Strzelca” w Żółkwi.

## I wojna światowa
W sierpniu 1914 roku jako ochotnik wstąpił do właśnie formowanego przez Piłsudskiego 1 Pułku Piechoty. Od 2 sierpnia do 15 listopada 1914 dowódca 3 plutonu w szwadronie Beliny (uprzedni oddział strzelców konnych Śniadowskiego), awansowany w tym czasie kolejno z podoficera na podchorążego i podporucznika, dowódcę 3. plutonu. Chrzest bojowy przeszedł 13 sierpnia 1914 w bitwie pod Karczówką, pod Kielcami. Przeszedł szlak Pierwszej Brygady od Kielc przez Chmielnik, Pińczów do Szczucina. Następnie walczył koło Opatowa, pod Wiślicą, w Czarkowie i Szczytnikach. Później pod Laskami k. Dęblina, następnie w odwrocie Brygady spod Kielc do Krakowa.
Kiedy austriackie Naczelne Dowództwo nie zgodziło się na dalszy werbunek do Legionu Piłsudskiego, a następnie rozpoczęło wcielanie legionistów do swojej armii, w okresie 1 grudnia 1914 – 1 kwietnia 1915 pełnił służbę w armii austro-węgierskiej. Jeszcze w grudniu 1914 został skierowany do szkoły oficerów kawalerii w Holicach. 1 maja 1915 awansowany do stopnia podchorążego uzyskał dowództwo plutonu w austriackim pułku kawalerii. 1 kwietnia 1916 promowany na stopień podporucznika. Walczył na froncie rosyjskim do 1 marca 1917, w tym okresie otrzymując 5 medali i odznaczeń. Od 1 marca do 1 kwietnia 1917 uczestniczył w kursie dowódców broni maszynowej w Bruck an der Leitha, gdzie następnie był instruktorem. 1 listopada 1917 awansowany do stopnia porucznika.
Od 1 grudnia 1917 do 1 marca 1918 roku uczestniczył w oficerskim kursie lotniczym w Wiener Neustadt, gdzie zdobył kwalifikacje obserwatora oraz pilota. Do końca wojny był lotnikiem 13 Kompanii Lotniczej na froncie rosyjskim (m.in. w Odessie jako oficer techniczny), a także z kompanią lotniczą nr 13 na froncie albańskim jako pilot. Został w tym czasie odznaczony austriackim Krzyżem Wojskowym Karola.

## Służba w WP i wojna polsko-bolszewicka

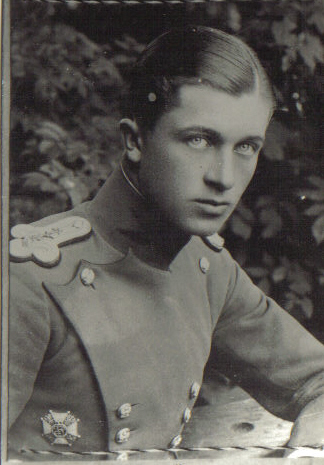
Jerzy Sosnowski w mundurze rotmistrza 8 pułku ułanów

Po pierwszej wojnie światowej w Wojsku Polskim – 1 listopada 1918 zgłosił się do 8 Pułku Ułanów Księcia Józefa Poniatowskiego w Krakowie.
W czasie wojny polsko-bolszewickiej, od stycznia 1919 do 1 sierpnia 1920 dowodził szwadronem karabinów maszynowych w 8 Pułku Ułanów Księcia Józefa Poniatowskiego, przez pewien czas pełnił w zastępstwie funkcję dowódcy 8 Pułku.
Za akcję pod Maniewiczami z dwoma szwadronami karabinów maszynowych: 8 Pułku Ułanów i 2 Pułku Szwoleżerów otrzymał pochwałę Dowódcy Grupy, gen. Rydza Śmigłego. Został odznaczony czterokrotnie Krzyżem Walecznych.
1 września 1920 mianowany rotmistrzem.
17 grudnia 1920 roku został przeniesiony z 8 Pułku Ułanów im. ks. Poniatowskiego do dyspozycji II Oddziału 2 Armii, rozpoczynając tym samym służbę wywiadowczą. Z Krakowa przez Lidę przeniósł się do Wilna.
Po zakończeniu wojny został przeniesiony do 13 Pułku Ułanów Wileńskich w Nowej Wilejce, jako szef sztabu dywizji kawalerii, później szef sztabu brygady kawalerii Wojsk Litwy Środkowej w Wilnie. W trakcie służby wykonał szereg tajnych zadań rozpoznawczych.
23 stycznia 1921 płk. Henryk Brzezowski (1879–1964) wystąpił z wnioskiem o odznaczenie Sosnowskiego Orderem Virtuti Militari V klasy. Dowódca opisał w uzasadnieniu czyny ułana: „Po ciężkich walkach z przeważającymi siłami [...]. W krytycznym momencie rzuca się porucznik Sosnowski na czele swego szwadronu na zbliżające się szwadrony Budzionnego [Budionnego] i brawurową szarżą wpędza je do bagna, gdzie przez ogień km zostały dziesiątkowane. 25/7 wysłany jako straż boczna pułku przez Dżekrwiny (?) – zdobywa tę miejscowość wyrzucając pułk bolszewi. zadając mu duże straty. Szwadron zdobywa tabory i muzykę pułkową. Przy zdobyciu Beresteczka 25/7 przez 8 p.uł. wpada jako pierwszy w konnym szyku do miasteczka”.
Uczestnik międzynarodowych wyścigów konnych w Paryżu i Berlinie. Od stycznia 1921 żonaty z Aleksandrą Gabrielą Knaapową (1. voto Tomerjus), starszą o 18 lat, którą zdobył w rywalizacji z samym pułkownikiem Rómmlem. Małżeństwo zostało rozwiązane krótko po rozpoczęciu przez Sosnowskiego misji szpiegowskiej w Berlinie .
Od września 1921 pracował w sztabie DOGen., potem DOM w Warszawie na stanowisku referenta kawalerii i instruktora jazdy konnej. W tym czasie uczestniczył też w Grupie Olimpijskiej w Grudziądzu. 3 maja 1922 roku został zweryfikowany w stopniu rotmistrza ze starszeństwem z dniem 1 czerwca 1919 roku i 243. lokatą w korpusie oficerów jazdy (od 1924 roku – kawalerii). Miał doskonałe opinie u generałów Rydza-Śmigłego i Orlicz-Dreszera. Z dniem 31 grudnia 1924 został przeniesiony w stan nieczynny na 12 miesięcy z prawem do uposażenia. W tym czasie znalazł się wraz ze swoimi końmi wyścigowymi na krótko we Francji, a następnie w Berlinie.

## Działalność wywiadowcza w Oddziale II Sztabu Generalnego
W obszar zainteresowania polskiego wywiadu wszedł już na terenie Litwy Środkowej od 1920.
Do polskiego dowództwa już od początku lat 20 XX w. napływały wysoce niepokojące informacje o licznych przypadkach łamania przez tzw. Republikę Weimarską postanowień traktatu wersalskiego, która rozpoczęła zbrojenia zakazane traktatem. Było to m.in. utworzenie w Niemczech Sztabu Generalnego, który jednak powstał już w 1919 pod zwodniczą nazwą Truppenamt (Biuro Wojsk – pod taką nazwą ukryty był zakazany traktatem wersalskim sztab generalny Reichswehry). Szef sztabu, twórca Reichswehry, stary generał Hans von Seeckt był gorącym orędownikiem zbliżenia z sowiecką Rosją. Był on zdeklarowanym przeciwnikiem istnienia odrodzonego państwa polskiego. Jego postawę obrazuje cytat: von Seeckt 11 września 1922 roku w liście do von Brockdorffa-Rantzaua napisał „Istnienie Polski jest nie do zniesienia, jako sprzeczne z warunkami życia Niemiec. Polska musi zniknąć i zniknie”.
Sytuację pogorszyło zbliżenie pomiędzy Związkiem Socjalistycznych Republik Radzieckich i Rzeszą Niemiecką na mocy Układu z Rapallo zawartego 16 kwietnia 1922 roku. Stał się on m.in. podstawą nawiązania bezpośredniej współpracy zbrojeniowej pomiędzy obydwoma państwami będącymi wielkim zagrożeniem Rzeczypospolitej Polskiej. Ta współpraca państw totalitarnych z czasem doprowadziła do wojennej likwidacji Rzeczypospolitej Polskiej, zdewastowania Jej terytorium i hekatomby Polaków.
Z inicjatywy ppłk. Ludwika Bociańskiego, za zgodą Szefa Oddziału II Naczelnego Dowództwa WP ppłk. Michała Bajera, został pozyskany do służby wywiadowczej przez kpt. Mariana Chodackiego. Pozyskiwaniu wywiadowców na kierunek niemiecki sprzyjał stosunek zwierzchników wojska (np. Józef Piłsudski), świadomych zagrożenia dla Polski, jakim byłoby umocnienie się Niemiec, także przy współpracy ze ZSRR, państwami wrogimi Rzeczypospolitej Polskiej.
Od 1 stycznia 1925 został żołnierzem wywiadu WP – Oddziału II SG WP, Referatu „Zachód”. Po krótkim przeszkoleniu został wysłany 25 lutego 1925 wraz z żoną i ze swoimi końmi dla niepoznaki do Paryża. Stamtąd 20 kwietnia przeniósł się do Berlina, gdzie rozpoczął organizowanie placówki wywiadu głębokiego „In-3”. Pełnił służbę wywiadowczą z pozycji nielegalnej (bez immunitetu dyplomatycznego), wykonywał zadania pod przykryciem polskiego bogatego Rittera von Nalecza, niechętnego Józefowi Piłsudskiemu, zwolennika nawiązania przyjaznych stosunków z Niemcami oraz członka ponadnarodowej organizacji do walki z bolszewizmem. Przedstawiał się tam jako wielbiciel niemieckiej kultury i zagorzały przeciwnik barbarzyńskiej (unkultur) sowieckiej Rosji. Znany na skalę europejską doskonały jeździec konny, będący jednocześnie wielbicielem kobiet i wystawnego nocnego życia, które (ze szczodrze przydzielanych mu pieniędzy operacyjnych Oddziału II) finansował swym towarzyszom, a zwłaszcza towarzyszkom, w zubożałym po wielkiej wojnie Berlinie. Taka postawa młodego i przystojnego rotmistrza wraz z jego wyjątkową inteligencją, urokiem osobistym i poczuciem humoru zjednywała mu śmietankę towarzyską stolicy Republiki Weimarskiej.
Szybko zdobył popularność w berlińskich kręgach towarzyskich. Pierwszym istotnym z punktu widzenia wywiadu był kontakt z jego dawnym znajomym Richardem von Falkenhaynem, z którym onegdaj skutecznie rywalizował na torach wyścigów konnych. Już na terenie kompleksu hippicznego w Hoppegarten zdobył pierwsze informacje o udziale niemieckich oficerów (w tym szefa sztabu Inspekcji Wychowania i Wyszkolenia, oberstleutnanta Friedricha von Cochenhausena) w sowieckich ćwiczeniach wojskowych oraz o spodziewanej rewizycie w Niemczech delegacji sowieckiej na fałszywych (legendowanych) paszportach Bułgarii, w tym Marsz. ZSRR M.Tuchaczewskiego. Oprócz ważnego przegranego wojny bolszewicko-polskiej w skład grupy wchodzili oficerowie: Suworow, Kniłow, Semionow, Łunkow, Neimann, Malewski i Golikow. Radziecką grupą wizytującą opiekował się Kierownik Abteilung T1 (w Truppenamt Ministerstwa Reichswehry, zakamuflowanej instytucji zakazanej Traktatem Wersalskim, będącej sztabem generalnym), oberst Joachim von Stülpnagel.
Sosnowski nawiązał romans z żoną Richarda, Benitą von Falkenhayn, którą jeszcze przed wyjazdem do Niemiec spotkał na torze wyścigów konnych w Sopocie. 27-letnia Benita była prawdopodobnie powinowatą Ericha von Falkenhayna, szefa niemieckiego Sztabu Generalnego w latach 1914–1916, dzięki swoim koneksjom, była dobrze zorientowana w sytuacji Reichswehry. W grudniu 1926 roku nakłonił ją do współpracy z polskim wywiadem; wkrótce Sosnowski zdołał też zwerbować Richarda von Falkenhayna (który miał w kartotece polskiego wywiadu numer 2102 „In.3”).
Kolejnym agentem wywiadu rtm. Sosnowskiego został, poznany na wyścigach konnych, pochodzący ze starego junkierskiego rodu Günther Rudloff (zarejestrowany w aktach wywiadu pod nr. 2103 „In.3”), wysoki oficer Abwehry w Berlinie. Komisarz Rudloff już wcześniej jako oficer Abwehrstelle zbierał materiały dotyczące Sosnowskiego, jednak zgodził się na współpracę z polskim wywiadem, gdyż był zadłużony u Sosnowskiego, który wykorzystał jego skłonność do hazardu. Werbunek ważnego oficera niemieckiego wywiadu, który na dodatek ujawnił część niemieckiej agentury działającej w Polsce, wzbudziła wątpliwości u przeciwników Sosnowskiego w centrali Oddziału II. Rudloff, oprócz dostępu do tajnych informacji, zapewniał też ochronę przed działaniami kontrwywiadowczymi względem rtm. J.Sosnowskiego. Więc po pojawieniu się niepokojących wojsko niemieckie doniesień, dotyczących rzeczywistych powodów bytności rotmistrza w Berlinie, G.Rudloff postanowił go zarejestrować jako współpracownika Abwehry, co dawało mu całkowitą kontrolę nad prowadzonymi przeciwko Sosnowskiemu dochodzeniami policyjnymi i kontrwywiadowczymi. G.Rudloff przekazał m.in. informacje o naradach niemiecko-sowieckich prowadzonych w Wiedniu przez szefa Abwehry oberstleutnanta Gemppa z radzieckim pułkownikiem Walentinowem oraz o współpracy wywiadu wojskowego ZSRR i wywiadu niemieckiego na terenie Polski i państw bałkańskich. Wśród istotnych informacji Rudloffa były dane wskazujące na bardzo dobrze rozwinięty wywiad sowiecki w Polsce. Opisał także sytuację, gdy na przyjęciu w Berlinie we wrześniu 1925, wydanym z okazji wizyty Michaiła Tuchaczewskiego, wygłosił on toast do najwyższego stopniem niemieckiego oficera – J. v. Stülpnagela, który brzmiał: „Do naszego następnego, rychłego wspólnego spotkania, tym razem w Warszawie”.
Kolejne sukcesy wywiadowcy uspokoiły Oddział II Sztabu Generalnego WP. Następnymi agentami wywiadu G. von Nalecza zostały zwerbowane na pieniądze, nisko opłacane przez zatrudniające je instytucje Irene von Jena, córka generała i pracownica oddziału budżetowego Ministerstwa Reichswehry, oraz Renate von Natzmer z działu inspekcji niemieckiego naczelnego dowództwa. Wychowane w duchu niechęci do polskości córki pruskich rodów werbował na inną legendę swojej osoby. Irene von Jena nienawidziła Polaków, wobec tego Sosnowski początkowo podawał się za brytyjskiego dziennikarza, Gravesa. Po przyzwyczajeniu agentki wywiadu do swojej osoby ujawnił prawdziwą tożsamość.
Irene von Jena, pracując w referacie 1B, miała dostęp do ściśle tajnych materiałów, m.in. do ogromnych kwot wydatkowanych – przez uchylającą się jednocześnie od spłaty reparacji wojennych tzw. Republikę Weimarską – na tajne projekty „Kama” i „Lipieck”, w ramach których rozwijane były tajne ośrodki niemieckiego wojska na terytorium ZSRR. W rosyjskiej miejscowości Lipieck wiosną 1926 założono tzw. WIVUPAL (Wissenschaftliche Versuchs und Personalausbildungsstation), będący tajnym ośrodkiem szkoleniowym pilotażu i walki powietrznej, szkolącym niemieckich pilotów wojskowych. Dowódcą był Walter Stahr. Już w maju 1926 zorganizowano pierwszy kurs dla pilotów wojskowych byłych Luftstreitkräfte. Do końca marca 1927 Reichswehra zainwestowała w obiekty równowartość 600 000 rubli radzieckich, w lecie tego roku kolejne 560 000 rubli. Ośrodek podzielony był na 4 oddziały: grupę sztabową, grupę szkolenia pilotów myśliwskich, grupę szkolenia obserwatorów artyleryjskich i wywiadowców lotniczych oraz grupę doświadczalną, mającą opracowywać prototypy nowych broni. Jako personel pomocniczy pracowało w obiekcie przeszło 300 Rosjan. Pierwszymi samolotami używanymi w szkole pilotażu było 50 Fokkerów FD XIII oraz dwumiejscowe Heinkle HD 17. Silniki fokkerów były produkowane przez przedsiębiorstwo Napier-Lion-Motors w Anglii, co stwarzało ogromne problemy w przypadku konieczności odesłania ich do producenta do naprawy. Były one wielokrotnie przeładowywane w różnych portach, by Anglicy nie zorientowali się, że motory napędzają zabronione traktatem pokojowym niemieckie maszyny wojenne, latające nad terytorium sowieckim. Sam obiekt w Lipiecku pochłaniał od 30 do 40% funduszy przeznaczanych na uzbrojenie lotnictwa.
Innym niezmiernie istotnym dokumentem, przekazanym przez Irene von Jena, były informacje o prowadzonych przez niemieckich wojskowych intensywnych poszukiwaniach rozległego terenu na obszarze Rosji, celem zorganizowania tam poligonu doświadczalnego dla rozwoju zabronionej traktatem wersalskim niemieckiej broni pancernej. Dowódca tego przedsięwzięcia, oberstleutnant Wilhelm Malbrandt, wraz z radzieckimi partnerami wytypował obiekt w Kazaniu nad Wołgą. Nieruchomość ta została zakupiona 1 lutego 1927 za kwotę 127 000 rubli. W skład kompleksu wchodziły obiekty szkoleniowe oraz poligon strzelniczy. Szkoła artylerii zlokalizowana była w odległości 6 km od stacji kolejowej w Kazaniu. Kryptonim projektu Kama pochodził od pierwszych liter wyrazów: Kazań i Malbrandt.
Kolejnymi dowodami na nierespektowanie postanowień traktatowych były ujawnione przez Irene von Jena informacje o przeprowadzanych na poligonie w Rosji testach broni aerochemicznej. Przodującym ośrodkiem rozwoju tej broni była Technische Hochschule w Berlinie-Charlottenburgu. Pod kierownictwem prof. Fritza Wirtha produkowano bojowe środki trujące, które następnie ze Szczecina wraz z urządzeniami i specjalnie przystosowanymi samolotami przewożono do Rosji, gdzie były testowane przez zespół inżynierów, chemików, biologów, lekarzy i meteorologów. Dowódcą był inżynier i pilot Hans Hackmack, działający pod fałszywym nazwiskiem Amberg. Agentka Sosnowskiego przekazała też zeszyt Plany obronne w obcych państwach.
Po zdobyciu i przekazaniu tych materiałów do centrali, Sosnowski otrzymał po raz pierwszy informację, że o ich treści dowództwo poinformowało marszałka Piłsudskiego, który podziękował i prosił o pogratulowanie wszystkim zaangażowanym w pracę osobom. Po chwili dodał, że zna rotmistrza Sosnowskiego i że zawsze sobie go bardzo cenił. Określił go jako „trochę typ zawadyjaki, ale bez wątpienia uważam, że to świetny oficer”. Wyraził też nadzieję otrzymania dalszych informacji o niemiecko-sowieckiej współpracy militarnej.
Polskie władze, zyskawszy niezbite dowody na to że Republika Weimarska, unikając płacenia nałożonych na nią kontrybucji za I wojnę światową, intensywnie się zbroi, dążąc do kolejnego konfliktu zbrojnego na wielką skalę, postanowiły udostępnić niektóre informacje uzyskane od Irene von Jena sprzymierzonej Francji. Uczyniono to w taki sposób, by nie zdekonspirować źródła. Niemcy zaakceptowali plan Dawesa z 1923, opracowany w związku z odmową spłaty kolejnych rat reparacji przez Republikę Weimarską. W proteście Francja i Belgia wysłały wojsko do Zagłębia Ruhry i rozpoczęły okupację. Mediacji podjęli się Amerykanie pod kierunkiem Charlesa Dawesa, jednak po kilku kolejnych ratach Niemcy zaprzestali spłat. Polskie dokumenty, wykazujące wydatki zbrojeniowe, przekazane Francji skompromitowały Republikę Weimarską jako „niewypłacalną”.
W 1926, wskutek przewrotu majowego, ppłk Michał Bajer, jako przeciwnik Piłsudskiego utracił stanowisko Szefa Oddziału II. Na krótko zastąpił go płk dypl. Jerzy Ferek-Błeszyński, a od listopada ppłk dypl. Tadeusz Schaetzel. Oddany piłsudczyk, były szef wywiadu na Rosję wspierał bez zastrzeżeń działalność Sosnowskiego.
Zwerbowana agentura dostarczała polskiemu wywiadowi cennych informacji i dokumentów.
Zwerbowana w listopadzie 1928 roku Renate von Natzmer z 6. Oddziału Inspekcji Reichswehry (gdzie ppłk Guderian kierował rozwojem broni pancernej), będąca odpowiedzialna m.in. za niszczenie dokumentów wszystkich działów Reichswehrministerium, dostarczała dokumenty niezwykłej wagi, zarówno najnowszych, jak i pochodzących z lat 1925–1928. Wynika z nich, że już w 1924 Junkers podjął z Rosjanami rozmowy na temat budowy fabryki samolotów w podmoskiewskim Fili. Wkrótce Rosjanie przekazali nieczynną fabrykę samochodów do dyspozycji Niemców, którzy sprowadzili maszyny z Dessau oraz obsługujących je kilkuset inżynierów i techników. Rozpoczęto wielkoseryjną produkcję samolotów, w połowie przeznaczonych na rynek sowiecki. Niemcy zobowiązali się do dostarczania 300 samolotów i 450 silników rocznie oraz dokumentacji technicznej nowych samolotów. Fabryka ta później, po przejęciu jej przez Rosjan, stała się pierwszym rosyjskim centrum nowych technologii lotniczych. Pracowali w niej tacy konstruktorzy jak Tupolew, Archangielski i Pietlakow.

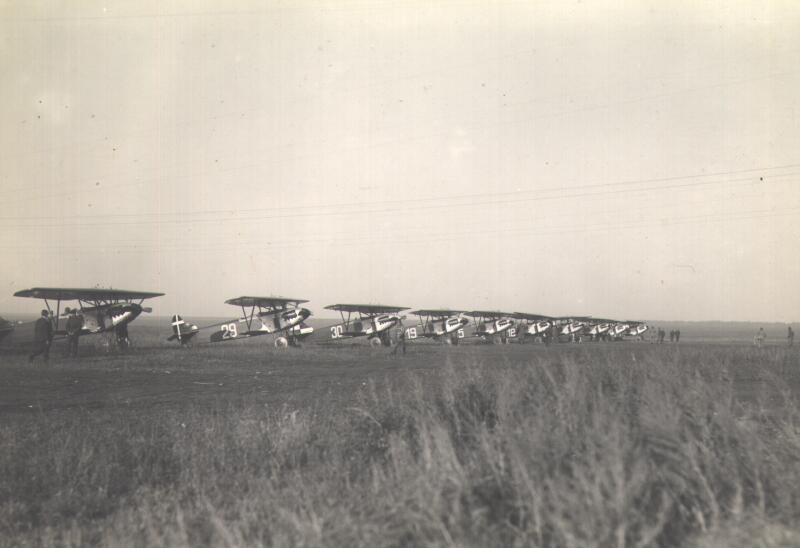
Niemieckie Fokkery D.XIII w tajnym ośrodku lotniczym w Lipiecku

Von Natzmer dostarczyła dowodów, że Niemcy wysyłają licznych ekspertów lotniczych, którzy zostają zaszeregowani w sowieckiej hierarchii wojskowej, a nawet zostają w pełni włączeni do sowieckich jednostek wojskowych i otrzymują sowieckie mundury. Najwybitniejszym z nich był Martin Fiebig, który pracował w Naukowo-Technicznym Komitecie i był doradcą w czasie ćwiczeń pilotów z moskiewskiej Akademii Lotniczej na poligonach w Smoleńsku i Witebsku. Doradzał w sprawach obrony przeciwlotniczej i pracował nad udoskonaleniem komunikacji radiowej między ziemią a samolotami. Współpracował też z oficerami Moskiewskiej Akademii Wojskowej przy tworzeniu planu wojennej gry lotniczej na wypadek konfliktu z Polską. Agentka dostarczyła przeszło 200 dokumentów dotyczących projektu Kama, jednakże polskie dowództwo miało wątpliwości, czy nie ma do czynienia z mistyfikacją Abwehry. Wątpliwości zostały rozwiane dopiero po przesłuchaniu dwóch sowieckich oficerów, Klimma i Timoszczuka, którzy porwali włoski wojskowy samolot Ansaldo i 1 lutego 1927 wylądowali na lotnisku w Łucku. Potwierdzili oni zarówno dostawy niemieckich samolotów dla sowieckiej armii, jak i istnienie niemieckiego centrum wyszkolenia w Lipiecku, do którego przybywają małymi grupami (po cywilnemu i pod fałszywymi nazwiskami) niemieccy oficerowie lotnicy. Przechodzą tam kursy wyższego pilotażu, strzelania z karabinów maszynowych i zrzucania wszelkiego rodzaju bomb (odłamkowych, zapalających i gazowych). Uciekinierzy poinformowali też o wybudowaniu pod Charkowem fabryki broni chemicznej wyposażonej całkowicie w przywiezioną z Niemiec aparaturę.

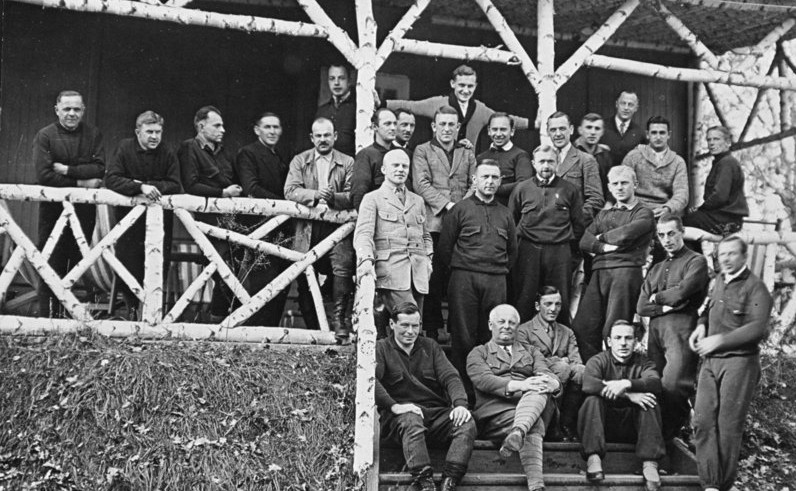
Niemiecki personel ośrodka broni chemicznej „Tomka” zlokalizowanego na terenie ZSRR

Dalsze informacje dotyczyły m.in. wyładowania w sierpniu 1926 w szczecińskim porcie 300 000 sowieckich granatów. 30 marca 1927 podpisano kontrakt z Kruppem na opracowanie konstrukcji i wyprodukowanie prototypów dwóch ciężkich czołgów, określanych eufemistycznie jako wielkie traktory. 30 czerwca 1927 Reichswehra ukończyła prace nad Planem „A” (inne nazwy: Aufstellung Plan i Aufmarschplan), który zakładał utworzenie armii składającej się z 21 dywizji. W listopadzie 1927 Ijeronim Uborewicz, późniejszy szef uzbrojenia Armii Czerwonej, rozpoczął roczną służbę w dowództwie sztabu głównego Reichswehry. W jego ślady poszli liczni inni sowieccy dowódcy wojskowi. W maju 1928 Lipieck osiągnął zakładaną wydajność, w dniach 18–22 sierpnia 1928 sowieckie okręty wojenne wizytowały Świnoujście i Pillau, a 15 października Krupp podpisał kontrakt na opracowanie i budowę dwóch lekkich traktorów. Von Natzmer dostarczyła też obszerne informacje o współpracy wywiadów niemieckiego i sowieckiego, która ograniczała się w zasadzie tylko do spraw Polski, postrzeganej jako główny wróg. Opisała też m.in. wizytę szefa sztabu Reichswehry, gen. Wernera von Blomberga, do której doszło latem 1928, na zaproszenie marszałka Woroszyłowa. Von Blomberg – w towarzystwie oberstleutnanta Ernsta Köstringa i szefa biura uzbrojenia Ericha von dem Bussche-Ippenburga – dotarł do Rosji przez Rygę i przejście graniczne w Bigosowie, by potem przez Moskwę i Niżny Nowgorod trafić do kazańskiej szkoły czołgistów Kama. Dalsza ich podróż wiodła do Saratowa, zwiedzili też Uljanowsk, odwiedzili siedliska Niemców nadwołżańskich, po czym dotarli do Wolska, gdzie wizytował niemiecką bazę „Tomka”, w której rozwijano program badań, produkcji i testów poligonowych gazów bojowych. W rejonie Woroneża goście obserwowali wspólne ćwiczenia artyleryjskie wojsk niemieckich i sowieckich. Dokonali też inspekcji obiektu „Lipieck”, po czym w rejonie Homla wzięli udział w ogromnych – jak na ówczesne warunki – manewrach połączonych sił lotniczych Luftwaffe i Armii Czerwonej, w których uczestniczyło 250 samolotów bojowych. W ramach demonstracji przeprowadzono też pokazy bombardowania, przerzut samolotów koleją i ich szybki montaż. Od 7 do 15 września pod Kijowem przeprowadzono też wspólne manewry Armii Czerwonej i Reichswehry, gdzie po raz pierwszy dokonano łączonej współpracy sprzymierzonych armii lądowych z lotnictwem. Köstring zanotował, że te manewry wykazały, iż tradycyjna kawaleria uzbrojona w szable jest już przeżytkiem, całkowicie nieefektywnym wobec rozwoju nowych broni. Von Blomberg podsumował w sprawozdaniu, że Rosjanie pokazali Niemcom wszystko, czego ci sobie życzyli, a współpraca jest na najlepszej drodze do wspólnego działania przeciwko „wrogim państwom” – zwłaszcza Polsce. Na podstawie sprawozdania von Blomberga Józef Piłsudski polecił ministrowi obrony RP oraz ppłk. Schaetzlowi udać się do Paryża celem zaproponowania Francuzom uderzenia prewencyjnego na Niemcy.
W lecie 1929 roku, za pośrednictwem Renate von Natzmer, nadal przeświadczonej że pracuje dla Mr. Gravesa, Sosnowski zdobył kopię planu gry wojennej przeciwko Polsce – „Organisation Kriegsspiel”. Zastępował on opracowany 30 czerwca 1927 Plan „A” (o którym również wcześniej informowała). Plan zawierał szczegółowe informacje dotyczące mobilizacji oraz prowadzenia wojny. Za plan ten chciał najpierw uzyskać kwotę 40 000 marek. Zwierzchnicy, podejrzewając Sosnowskiego o zmowę z agentką, nie zgodzili się na tak wysoką zapłatę. Ponadto insynuowali, że dokument nie jest autentyczny, a cała sprawa została zainspirowana przez Abwehrę. Ostrożność centrali wynikała po części z przykrego doświadczenia, gdy w 1925 lub na początku 1926 zakupiono od niejakiego Schrecka całkowicie sfałszowany podobny plan za kwotę 10 000 dolarów amerykańskich. W centrali panowało de facto przekonanie o autentyczności oferty Sosnowskiego, lecz obawiano się odświeżenia sprawy kompromitującego zakupu sprzed kilku lat. Do Berlina w tej sprawie przybył ppłk Adam Studencki, szef pionu „Zachód” Wydziału Wywiadowczego Oddziału II SG, najwyższy podówczas oficer wywiadu zajmujący się sprawami niemieckimi. Spotkanie odbyło się w mieszkaniu Benity von Falkenhayn; po obejrzeniu materiałów Studencki zaproponował cenę 12 000 marek, jednak negocjacje upadły. W listopadzie 1929 Sosnowski zdeponował dokumenty w skrytce w szwajcarskim banku. W 1930, wobec niedostatecznego zainteresowania polskiego wywiadu Planem „A”, Sosnowski za pośrednictwem von Falkenhayna podjął rozmowy prowadzące do przekazania go Anglikom, a z Francuzami pertraktacje prowadził Rudloff (pod fałszywym nazwiskiem Kurt Seidel), który już od roku nie pracował w Abwehrze. Francuzi poinformowali polski wywiad o ofercie, co spowodowało w polskich kręgach wzrost nieufności do Sosnowskiego. Do przekazania dokumentu doszło dopiero po dłuższym czasie. Ritter von Nalecz obniżył cenę, a gdy i to nie dało efektu, wysłał plan do Warszawy za darmo.
W październiku 1929 rotmistrzowi – pomimo jego ogromnej skuteczności – ograniczono fundusze. Po konsultacjach z przełożonymi i uzyskaniu zgody ppłk. Adama Studenckiego, w celu utrzymania przychodów rotmistrz wprowadził na listę płac fikcyjnie osoby. Kolejnymi agentkami zostały Lotta von Lemmel (schyłek 1929), Gizelle Malchius (wiosna 1930) i Izabela von Tauscher (1931), również pracownice naczelnego dowództwa Reichswehry. Fikcyjne werbunki służyły zaksięgowaniu wyższych wynagrodzeń dla pozostałych agentek w reakcji na obniżenie stawek.
W 1929 odszedł z pracy na stanowisku szefa wywiadu sprzyjający Sosnowskiemu ppłk Schaetzel. Zastąpił go ppłk dypl. Tadeusz Pełczyński, który – niestety dla skutecznego wywiadowcy – dawał posłuch pracującym w centrali zawistnym przeciwnikom rotmistrza. W tym czasie trwały burzliwe narady, jak wykorzystać zdobyte materiały na temat współpracy niemiecko-sowieckiej. Rozważano udostępnienie materiałów aliantom, zdobycie środków finansowych na zbrojne przeciwstawienie się rozwijanym przez sąsiadów formacjom, przedstawienie dowodów na forum Ligi Narodów na łamanie ustaleń traktatu wersalskiego. Pewne informacje udostępniono prasie: były one przedmiotem artykułów z „Kurjera Warszawskiego” z 12 lutego 1927, „Revue de Deux Mondes” z 15 grudnia 1930 i „Le Temps” z 28 stycznia 1930.
W 1929 został odznaczony Srebrnym Krzyżem Zasługi. 1 listopada 1929 został awansowany do stopnia majora.
Do 1934 roku placówka „In-3” uważana była za główne źródło informacji Polski o Reichswehrze. Przez cały okres swojej działalności pochłonęła 2 miliony złotych. Major Sosnowski przekazał do centrali w Warszawie charakterystyki dwustu kandydatów do potencjalnego werbunku, ze szczególnym uwzględnieniem ich stanowisk i rozpoznanych słabości.

## Dekonspiracja
Rotmistrz Sosnowski był obiektem zainteresowania niemieckiego kontrwywiadu od samego początku swojej bytności w stolicy Niemiec. Początkowo poddany został on rutynowemu sprawdzeniu jako przybywający obcokrajowiec, następnie był on obiektem donosów m.in. hrabiny Anneliese von Bocholtz związanej z Rudloffem. W obliczu tego zagrożenia Rudloff, by chronić Sosnowskiego, zarejestrował go jako współpracownika Abwehry, oficerem prowadzącym czyniąc samego siebie.
Sosnowskiego – oprócz Rudloffa i innych zwerbowanych do współpracy osób – chroniły kontakty z najwyższymi warstwami berlińskiego społeczeństwa. Służby bezpieczeństwa obawiały się bowiem skandalu z udziałem najwyżej postawionych osób, z uchodzącymi za „nietykalne” włącznie.
Rotmistrz był jednak przedmiotem zainteresowania służb policyjnych i kontrwywiadu, które – zaniepokojone jego nietypowym dla Polaków postępowaniem i dostrzegłszy jego upodobania do bliskich znajomości z berlińskimi pięknościami – podsyłały mu wielokrotnie swoje agentki, by ustalić rzeczywisty charakter jego działalności. Wśród nich były m.in. pani von Bockelmann i panna de Camp, które, uległszy urokowi osobistemu polskiego ułana, przestawały być lojalne względem swoich mocodawców i informowały go o zagrożeniach.
Wiosną 1932 r. stanowisko szefa Referatu „Zachód” objął kapitan dr Adam Witkowski, nieprzychylny majorowi Sosnowskiemu. Ich relacje były tak złe, że Sosnowski odmówił spotkań z szefostwem na terenie Polski. Miały one od tej pory miejsce w innych krajach. Tymczasem do władzy w Niemczech dochodziła NSDAP, epatująca opinię publiczną m.in. retoryką zagrożenia polską napaścią na Niemcy. Atmosfera była podsycana aktywnością prasy, m.in. Völkischer Beobachter opublikował artykuły o polskiej siatce szpiegowskiej. 10 maja 1932 Berliner Tribüne opublikowała artykuł o szpiegowskiej działalności von Nałęcza.
Pod koniec 1932 Abwehra zwerbowała kochankę Sosnowskiego, młodą baronową Xenię von Heuer.
Jesienią 1933 roku ober-leutnant Richard Protze z Gestapo wpadł skutecznie na trop polskiej siatki wywiadowczej. Mimo że Sosnowski otrzymywał informacje o grożącym niebezpieczeństwie, kontynuował działalność z zamiarem przeorganizowania działalności szpiegowskiej tak, by mogła funkcjonować bez jego udziału. Jednocześnie ostrzegł i nakłonił do wyjazdu swoją łączniczkę Murę Runge.
O wydanie Sosnowskiego był podejrzewany porucznik Józef Gryf-Czajkowski, podwójny agent, współpracownik niemieckiego wywiadu, a wcześniej poprzednik Sosnowskiego na stanowisku w Berlinie. Do rozpracowania Ritter von Nalecza została użyta także aktorka Lea Kruse, jego kolejna kochanka, którą poznał jesienią 1933 r. Mimo kolejnych ostrzeżeń o jej działalności, otrzymał on z centrali zadanie zwerbowania jej do pracy dla polskiego wywiadu. Również ona sama informowała go o swojej podwójnej działalności. Major Sosnowski otrzymał też informacje o nielojalności jego służącego, Hermanna Spiegla, które zbagatelizował. Wiedząc, że znajduje się pod stałą obserwacją, zdołał 25 lutego 1934 ostrzec trzech polskich agentów, którzy zbiegli z Niemiec. Sam planował ucieczkę dwa dni później, podczas wystawianego przez siebie balu dla śmietanki towarzyskiej Berlina, połączonego z wieczorem w operze.
27 lutego 1934 roku na zaproszenie Sosnowskiego zjawiła się cała socjeta Berlina: elita towarzyska i artystyczna, politycy i dyplomaci, biznesmeni i przedstawiciele prominentnych rodów, a także... Abwehra. Pierwsza część uroczystości odbyła się w Sali Bacha opery berlińskiej, wybranych 80 gości zaproszonych było do berlińskiego mieszkania barona przy Lützowufer 36. Gestapo aresztowało Sosnowskiego w trakcie odbywającego się tam hucznego przyjęcia wraz ze wszystkimi gośćmi. Do akcji zaangażowano 60 policjantów pod dowództwem komisarza kryminalnego Kubitzky’ego, którzy ukryli się piętro wyżej w mieszkaniu regierungsrata Patschowskiego. Aresztowani zostali przewiezieni dwiema przygotowanymi wcześniej ciężarówkami do głównej siedziby Gestapo przy Prinz-Albrecht-Straße 8. Korowód szykownych dam z najwyższych sfer w kapiących złotem kreacjach i najważniejszych berlińczyków we frakach i smokingach został gruntownie przeszukany, przesłuchany i powędrował do cel.
W ciągu najbliższych kilku dni do aresztu trafiło kilkadziesiąt osób, w tym Benita von Falkenhayn, Renate von Natzmer i Irene von Jena. Aresztowania uniknął inny agent Sosnowskiego, Günther Rudloff, który twierdził, że znajomość z Sosnowskim miała mu pomóc w uzyskiwaniu informacji wywiadowczych. Proces Sosnowskiego i jego agentów rozpoczął się w lutym 1935 roku, wyrok zapadł 16 lutego. Benitę von Falkenhayn i Renate von Natzmer skazano za zdradę na karę śmierci przez ścięcie toporem. Hitler nie skorzystał z prawa łaski i wyroki na arystokratkach wykonano. Jerzy Sosnowski i Irene von Jena otrzymali wyroki dożywotniego pozbawienia wolności.
Skutkiem sprawy Sosnowskiego było sporządzenie przez służby bezpieczeństwa Rzeszy dwóch dekretów o zwalczaniu szpiegostwa, które weszły w życie 1 stycznia 1935. Pierwszy zobowiązywał wszystkich członków NSDAP do zwracania uwagi na treść rozmów toczonych w miejscach publicznych, drugi dekret nałożył na dozorców kamienic obowiązek donoszenia o podejrzanych zachowaniach lokatorów i przesyłkach do nich adresowanych.
Nazajutrz po wsypie siatki w centrali w Warszawie wybuchła panika. Minister spraw zagranicznych, Józef Beck, wraz z płk. Mayerem, powiadomiwszy Naczelnika, postanowili aresztować całą znaną niemiecką agenturę na terenie Polski i natychmiast wystąpić do Niemców z propozycją wymiany więźniów. Intensywne próby uratowania majora były ponawiane, m.in. w czasie wizyty w Warszawie w dniach 13–14 czerwca 1934 ministra propagandy Rzeszy, dr. Josepha Goebbelsa, oraz w czasie pobytu w stolicy Polski Hermanna Göringa w styczniu 1935.

## Proces w Niemczech
22 listopada 1934 prokurator Rzeszy ogłosił akt oskarżenia. 5 lutego 1935 odbyła się pierwsza rozprawa przed Volksgerichtshof, składowi sędziowskiemu przewodniczył dr Springmann. Polski adwokat, dr Leon Śliwiński, zamierzający podjąć działania w kierunku zawarcia przez Sosnowskiego małżeństwa z Benitą von Falkenhayn, a tym samym uzyskania przez nią obywatelstwa polskiego (co złagodziłoby jej karę), nie został dopuszczony do udziału w utajnionym procesie, nawet w charakterze obserwatora. Głównego oskarżonego, Georga Ritter von Sosnowskiego, reprezentował adwokat Fritz Ludwig, zaś Benitę Ursulę Wilhelminę Kathi Florin von Falkenhayn bronił adw. dr Wolfgang Zarnak. Renate Luise Mechthild von Natzmer bronił adw. dr Masius, a Irene Marthę Elisabeth von Jena adwokaci von Koblinski i dr Ponfic. Oskarżono również zdrajczynię Sosnowskiego, Leę Kruse, którą reprezentował adwokat z urzędu, Paul Schmall.
Jerzy Sosnowski zarówno w śledztwie, jak i podczas procesu bagatelizował rolę agentek i starał się przypisać sobie całą winę.
16 lutego 1935 ogłoszono wyrok: Benita von Falkenhayn oraz Renate von Natzmer zostały skazane za zdradę na śmierć poprzez ścięcie toporem. Karą dodatkową miał być zwrot skarbowi Rzeszy otrzymanych od Sosnowskiego kwot, odpowiednio: 100 000 marek i 40 000 marek. Irene von Jena i Jerzy Sosnowski zostali skazani na dożywotnie pozbawienie wolności. Major otrzymał karę dodatkowo zwrotu 500 000 marek, a von Jena – 2000 marek. Orzeczono również przepadek dwóch należących do Sosnowskiego samochodów. Do wyroków nie wniesiono apelacji. Tego samego dnia do skazanych dotarła informacja o nieskorzystaniu przez kanclerza Hitlera z prawa łaski. Wyroki śmierci wykonano rano w poniedziałek 18 lutego 1935 w więzieniu Plötzensee. Obie młode kobiety zostały w obecności Sosnowskiego ścięte toporem przez kata Karla Gröplera. Wykonanie kary śmierci na młodych niemieckich arystokratkach przy użyciu średniowiecznego narzędzia, niestosowanego od setek lat w Europie, zszokowało światową opinię publiczną.

## Powrót do Polski
Mimo śmierci Józefa Piłsudskiego 12 maja 1935, trwały intensywne próby przewiezienia majora do Polski. Niemieckie służby specjalne w tym czasie podejmowały wielokrotne wysiłki skompromitowania wiarygodności Sosnowskiego w oczach jego przełożonych, twierdząc m.in. że był ich płatnym współpracownikiem przez szereg lat. Padały one na podatny grunt, wzmagając niechęć, która zaczęła się w końcu 1932 r. W niepamięć odeszły doskonałe opinie szefa Wydziału Wywiadowczego płk. Adama Studenckiego i dowódcy Oddziału II Tadeusza Schaetzla. Zapomniano nawet słowa marszałka, który w najwyższym stopniu doceniał materiały dostarczane przez Sosnowskiego. Walczący o życie w niemieckim ciężkim więzieniu major miał po stronie polskiej zawziętych przeciwników w osobach płk. Stefana Mayera, kpt. Stefana Marescha i kpt. Adama Świtkowskiego, gromadzących w zaciszu swych gabinetów materiały mające go skompromitować.
W kwietniu 1936 roku, po prawie 14 miesiącach odbywania kary w więzieniu Brandenburg, Sosnowskiego wraz z 11 innymi polskimi szpiegami wymieniono na 9 agentów Abwehry w punkcie kontroli granicznej na przedmieściach Zbąszynia. Niezwłocznie po przekroczeniu granicy został przewieziony do gmachu Sztabu Głównego i tam osadzony w areszcie domowym.

## Odosobnienie i przesłuchania w siedzibie Oddz. II SG WP
Rozpoczęto przedłużające się przesłuchania, mające na celu – jak się wydaje – jedynie potwierdzenie starych wątpliwości Oddziału II Sztabu Generalnego co do lojalności Sosnowskiego, inspirowane po części podjętymi przez Abwehrę działaniami dezawuującymi jego działalność w Niemczech. Zastanawiano się także nad charakterem stosunków łączących go z Rudloffem, który nie został aresztowany przez niemieckie władze.
Od momentu przekroczenia granicy przez lata Sosnowski był całkowicie pozbawiony kontaktu z rodziną i otoczeniem, jednak nie przedstawiono mu zarzutów ani nie pozwolono na skorzystanie z pomocy prawnika. Był przetrzymywany w całkowitej izolacji, nie w zwykłym areszcie czy zakładzie karnym, lecz pod uzbrojoną strażą w pomieszczeniach siedziby Oddziału II. Major Jerzy Sosnowski był oskarżony o nierzetelność finansową i łatwowierność, później dodano także zarzut zdrady głównej. Wykorzystano przeciwko niemu także m.in. fakt zarejestrowania go przez Rudloffa.
Sosnowski – aresztowany w Berlinie, potem nieprzerwanie więziony aż do przejęcia go przez polski wywiad – był z oczywistych względów pozbawiony jakichkolwiek dokumentów mogących poświadczyć jego niewinność. Powoływał się w śledztwie na comiesięczne – terminowe i rzetelne – rozliczenia wydatków w czasie pełnienia służby w Berlinie, otrzymywane z Warszawy potwierdzenia zaakceptowania wszystkich kosztów, liczne pochwały, awans na stopień majora, odznaczenie państwowe otrzymane w tym czasie. Jego żądania powołania świadków, m.in. oficera prowadzącego kpt. Mariana Chodackiego, dr. Harry’ego Pfeifera vel Buchera vel Steina, który uciekł do Polski i stał się polskim agentem, pozostawały bez echa.
Oficerów przesłuchujących Sosnowskiego nie przekonało też, że po ujawnieniu jego działalności wydano w Niemczech specjalne zarządzenia dotyczące bezpieczeństwa (dla Abwehry wydał je Canaris, a dla Reichswehry – von Blomberg).
W połowie 1936 niemiecki adwokat przydzielony z urzędu do reprezentowania majora, Fritz Ludwig, przekazał do Oddziału II wszystkie materiały dotyczące Sosnowskiego w procesie, w którym skazano go na dożywocie. Dokumenty zostały przez polskich śledczych częściowo zagubione, a pozostałe uznane za bezwartościowe i nieświadczące na jego korzyść.
Pisma do szefostwa Wydziału II pozostawały bez odpowiedzi, podobnie żądanie interwencji skierowane do Naczelnego Prokuratora.
W nocy z 26 na 27 maja 1936 major, zdesperowany przedłużającym się śledztwem bez postawienia zarzutów, podciął sobie żyły. Natychmiastowa pomoc strażników uratowała mu życie.
26 maja 1937 major Sosnowski rozpoczął głodówkę. Gdy stan jego zdrowia się pogorszył, wezwano lekarza. Podjęto próby przymusowego odżywiania. Nadal – w obawie przed upublicznieniem sprawy – nie został przewieziony do aresztu czy szpitala. Wobec zagrożenia życia majora, 9 października 1937, tj. po 17 miesiącach śledztwa – którego celem było udowodnienie mu rzekomej zdrady – i kilku miesiącach głodówki, przesłuchujący go oficerowie (Stefan Mayer, Stefan Maresch oraz Adam Świtkowski) wystosowali wreszcie zawiadomienie Oddziału II Sztabu Głównego do Wojskowej Prokuratury Okręgowej. Zarzucono w nim Sosnowskiemu, że od 1929 do 1934 współpracował z kontrwywiadem niemieckim, „narażając przez to interesy Państwa na bardzo wielką szkodę”, oraz oskarżono go o „wprowadzanie wywiadu polskiego w błąd, udzielając im świadomie fałszywych wiadomości celowo przez kontrwywiad niemiecki przygotowanych”.

## Proces w Polsce

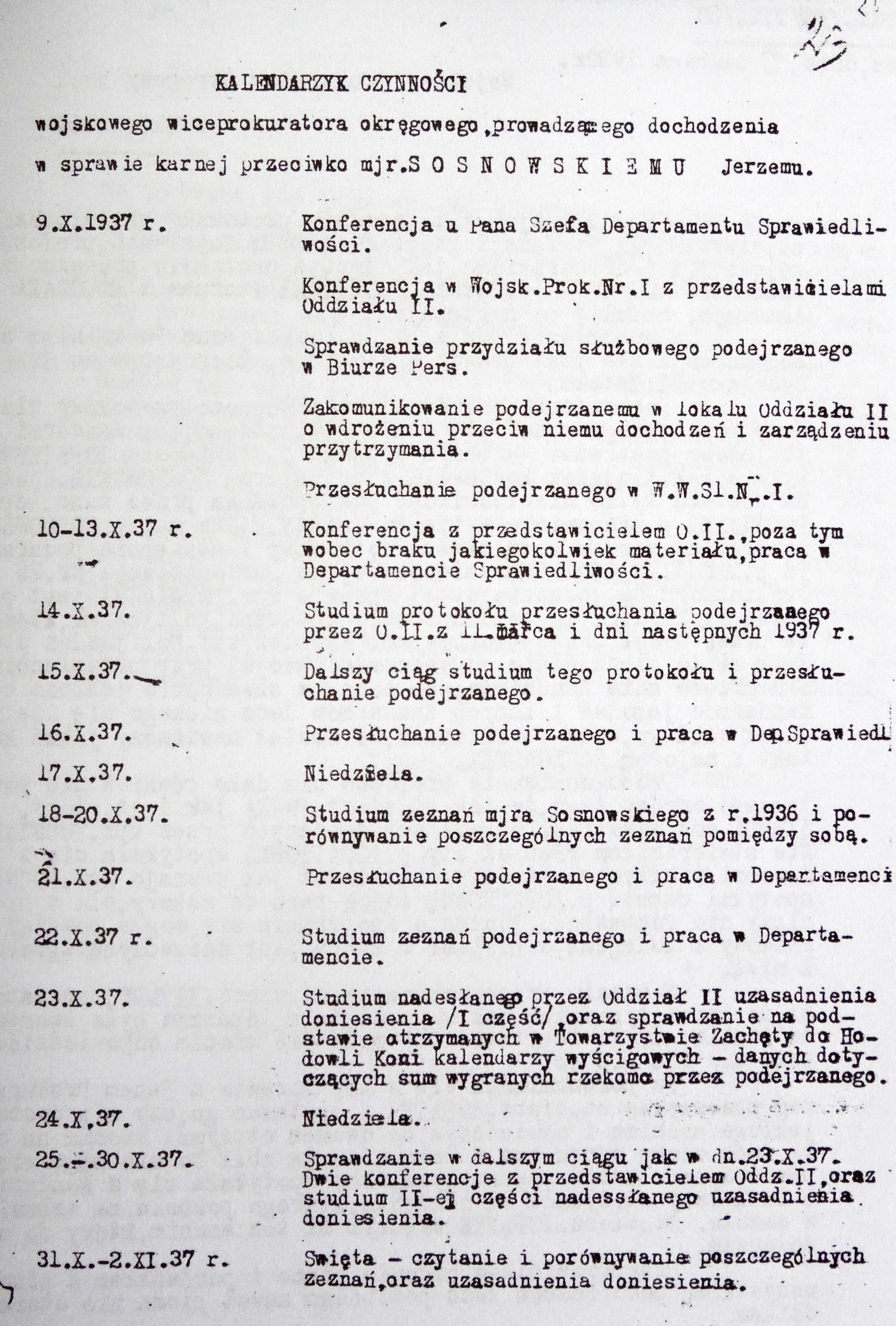
„Kalendarzyk prokuratora w sprawie mjr. Sosnowskiego” – pod datą 9 X 1937 zapisane zostały słowa świadczące o nieposiadaniu w chwili składania wniosku o aresztowanie majora żadnych obciążających go materiałów: „[...] Zakomunikowanie podejrzanemu w lokalu Oddziału II o wdrożeniu przeciw niemu dochodzeń i zarządzeniu przetrzymania [...] Konferencja z przedstawicielem O.II. [Oddziału II], poza tym wobec braku jakiegokolwiek materiału, praca w Departamencie Sprawiedliwości.”

Na podstawie pisma, sporządzonego przez szefostwo Oddziału II Sztabu Głównego, pomimo że niepopartego żadnym dowodem ani choćby notatką sporządzoną w czasie wielomiesięcznych „wyjaśnień” w siedzibie Oddziału II, prokurator okręgowy ppłk dr T. Porębski zarządził tymczasowy areszt na dwa miesiące. W piśmie do sądu prokurator umieścił zapisek: „zarządzenie postępowania doraźnego w sprawie mjra Sosnowskiego nie może nastąpić z uwagi na to, iż w terminie określonym w art. 388 § 3 kwpk nie zdołano by uzyskać potrzebnego materiału dowodowego”. Oznaczało to, że w czasie 17 miesięcy bezprawnego zatrzymania i przesłuchań nie zdobyto żadnych dowodów obciążających Sosnowskiego.
9 października 1937, tj. w dniu decyzji sądu o aresztowaniu, przewieziono Sosnowskiego do Wojskowego Aresztu Śledczego nr 1 przy ul. Gęsiej w Warszawie. Major przerwał głodówkę. W tym samym dniu, w „Kalendarzyku czynności wojskowego wiceprokuratora okręgowego, prowadzącego dochodzenia w sprawie karnej przeciwko mjr. Sosnowskiemu Jerzemu”, zapisane zostały słowa świadczące o nieposiadaniu w chwili składania wniosku o aresztowanie majora żadnych obciążających go materiałów: „[...] Zakomunikowanie podejrzanemu w lokalu Oddziału II o wdrożeniu przeciw niemu dochodzeń i zarządzeniu przetrzymania [...] Konferencja z przedstawicielem O.II. [Oddziału II], poza tym wobec braku jakiegokolwiek materiału, praca w Departamencie Sprawiedliwości”.
Prokurator po konsultacjach z oficerami Oddziału II przystąpił do czynności na podstawie protokołów zeznań Sosnowskiego. Pierwszy z nich miał datę 11 marca 1937, a więc po ponad roku wyjaśnień „udzielanych w odosobnieniu gmachu Oddziału II.”, 15 i 16 października 1937 przesłuchano majora. W celu udowodnienia ewentualnej defraudacji środków z funduszu operacyjnego zwrócono się do Towarzystwa Zachęty do Hodowli Koni o informacje o terminach wyścigów, w których Sosnowski mógł zainkasować wygrane.
Dopiero 29 marca 1938 rozpoczął się proces prowadzony przez Wojskowy Sąd Okręgowy w Warszawie pod przewodnictwem szefa Sądu, sędziego płk. Góreckiego. Rozprawy, w celu uniknięcia rozgłosu, odbywały się w miejscu przetrzymywania majora – tj. w Wojskowym Areszcie Śledczym nr 1 przy ul. Gęsiej. Oskarżony nie przyznał się do zarzucanych mu czynów. Współpraca sądu i prokuratury przejawiała się m.in. w przesłanej przez sędziego Góreckiego do prokuratora korespondencji dotyczącej rzekomej budowy willi przez... znajdującego się w ścisłym areszcie, bez kontaktu z najbliższymi i otoczeniem majora Sosnowskiego celem podniesienia zarzutu z art. 41 kwpk. Tak sztucznie sfabrykowanych dowodów prokurator nie zdecydował się zastosować.
Po 15 miesiącach procesu, 17 czerwca 1939 Sosnowski został skazany za zdradę i współpracę z Niemcami na 15 lat pozbawienia wolności i 200 000 złotych grzywny. Wyrok był nieprawomocny, nie doszło do rozpatrzenia sprawy w kolejnej instancji, gdyż wybuchła wojna.
Dzisiaj historycy wątpią w słuszność tamtego wyroku.

## Różne wersje dalszych losów Jerzego Sosnowskiego
Losy majora Sosnowskiego po 1 września 1939 są przedmiotem kilku, nierzadko sprzecznych ze sobą, relacji.
Śmierć we wrześniu 1939
Sosnowski ewakuowany z więzienia na wschód miał zostać zastrzelony 16 września 1939 roku przez konwojentów w okolicach Jaremcza. Niektóre źródła podają, że stało się to 17 września w okolicach Brześcia nad Bugiem. Miało się to stać na mocy ustnego polecenia dla Służb Więziennych, ażeby w razie wybuchu wojny po cichu „zlikwidować” więźniów, których uwolnienie – wskutek działań wojennych bądź przez obcy wywiad – mogło być niebezpieczne dla państwa polskiego. Nie zachowały się jednak żadne pisemne potwierdzenia rzeczonego rozkazu, więc część historyków podaje w wątpliwość prawdziwość tych przypuszczeń.
Zatrzymanie przez NKWD w listopadzie 1939
Wedle innej wersji konwojenci jedynie postrzelili Jerzego Sosnowskiego, a później w szpitalu przejął go sowiecki wywiad. Miał zostać aresztowany 2 listopada 1939 i przetransportowany do więzienia na Łubiankę. Tam pod wpływem współwięźnia, byłego oficera sowieckiego wywiadu, Piotra Zubowa  oraz śledczej Zoi Woskriesienskiej rzekomo został przekonany do współpracy z sowieckimi służbami. W efekcie Sosnowski przekazał wywiadowi ZSRR dwa nierozpracowane przez Niemców źródła informacji oraz służył jako ekspert w sprawach polskich. M.in. w 1940 roku miał uczestniczyć w przesłuchaniach gen. Mieczysława Boruty-Spiechowicza oraz zasugerować zwerbowanie księcia Janusza Franciszka Radziwiłła . Podobną wersję wydarzeń przedstawia też Paweł Sudopłatow.
Krążące pogłoski, jakoby po podpisaniu układu Sikorski-Majski nie został zwolniony, a przeniesiony do więzienia w Saratowie podjął głodówkę i zmarł na skutek wycieńczenia oraz zatrucia żołądkowego wywołanego zapaleniem jelita , są podważane przez źródła rosyjskie, według których jeszcze przed tym układem mjr Sosnowski zadeklarował się jako przeciwnik ustroju przedwojennej Polski i podjął współpracę z NKWD jako oficer do zadań specjalnych. Po wybuchu wojny niemiecko-sowieckiej kierował szkoleniem szpiegów i dywersantów w Saratowie, gdzie w 1942 roku awansował do stanowiska zastępcy kierownika obwodowego urzędu NKWD. W 1943 awansował do stopnia pułkownika
Igor Damaskin (w książce 100 wielkich szpiegów) napisał: „Rybkina opowiadała autorowi, że słyszała jak w 1943 r. został zwolniony z więzienia, wstąpił do Wojska Polskiego i zginął w bitwie o Warszawę”. Jednakże Damaskin w swojej notatce o Sosnowskim popełnia mnóstwo błędów, co podważa rzetelność jego zapisów.
Śmierć w więzieniu w Saratowie 16 maja 1942
Gen. Marian Zacharski w swojej monografii „Rotmistrz” podaje następujący przebieg wydarzeń po wybuchu wojny: w nocy z 6 na 7 września 1939 Sosnowski został wywieziony konwojem więziennym do Lublina, skąd przewieziono ich do Lwowa. Po dobie przez Kowel dojechał do Włodawy, gdzie więźniowie zostali rozlokowani w lesie. Tam prokurator wojskowy zwolnił wszystkich z wyjątkiem majora. Z ocalałych protokołów z przesłuchań NKWD wynika, że stamtąd przewieziono go przez Dubno, Krzemieniec, Halicz, Stanisławów do Nadwórnej. Stamtąd 19 września pojechano do wsi Jaremcze pod Worochtą. Tam najprawdopodobniej podjęto próbę zabójstwa Sosnowskiego, który postrzelony w klatkę piersiową został znaleziony przez przypadkowych ludzi, którzy udzielili mu pomocy. Trafił do Stanisławowa, gdzie 22 i 23 września kontaktował się ze sztabem Armii Czerwonej. 2 listopada 1939 został uwięziony przez NKWD, gdzie rozgoryczony stosunkiem państwa polskiego do jego działalności podjął próbę współpracy. Był przesłuchiwany na Łubiance, a po ataku Niemiec na Związek Sowiecki, w połowie listopada 1941 znalazł się w więzieniu w Saratowie. Tam podjął głodówkę, był karmiony na siłę. W maju 1942 roku zachorował na jelita i żołądek; zmarł 16 maja 1942 w więzieniu w Saratowie.
Śmierć w więzieniu w Saratowie 26 maja 1942
Sędzia Zenowiusz Ponarski w swoich artykułach podaje następujący przebieg wojennych losów Sosnowskiego: w ręce NKWD trafił w Stanisławowie 2 listopada 1939; przebywał w więzieniach NKWD, m.in. na słynnej Łubiance, przesłuchiwany przez czołowych śledczych (m.in. śledcza Rybkina) i rozpracowywany przez współwięźniów. Sowieci odmówili zastosowania wobec niego amnestii, ogłoszonej po zawarciu układu Sikorski–Majski. Nie zamierzano go „oddać rządowi generała W. Sikorskiego”; w proteście podjął głodówkę, która doprowadziła do śmierci 26 maja 1942 roku. Oficjalna przyczyna zgonu: „Wskutek wyczerpania i zatrucia żołądkowego wywołanego zapaleniem jelita”. Ponarski powołuje się na pismo rosyjskiego MSW z 21 maja 1998 do poselstwa polskiego w Moskwie: „…J. Sosnowski od listopada 1941 r. do dnia śmierci – 26 maja 1942 r. przebywał w szpitalu więziennym m. Saratowa. Będąc więźniem śledczym, oskarżonym o szpiegostwo (On nachodzilsja pod sledstwiem po obwinieniu w szpionażd), nie podlegał amnestii ogłoszonej na podstawie sowiecko-polskich umów z 1941 roku”.
Śmierć w 1944/1945 roku
Według Iwana Sierowa Sosnowski został rozstrzelany na rozkaz kierownictwa Armii Krajowej. Z kolei według generała NKWD i wysokiego funkcjonariusza wywiadu Pawła Sudoplatowa, Sosnowski zginął w 1945 r. za sprawą Nikity Chruszczowa.

## Odniesienia w sztuce
- Teatr Sensacji zrealizował w 1969 roku spektakl Dwa wyroki opisujący proces niemiecki Sosnowskiego i jego współpracowników. Wystąpili m.in.: Igor Śmiałowski, Mieczysław Milecki, Wanda Koczeska, Ryszard Barycz, Iga Cembrzyńska i August Kowalczyk[77].

- Działalność Sosnowskiego stała się m.in. kanwą scenariusza niektórych odcinków emitowanego serialu telewizyjnego „Pogranicze w ogniu”, w reżyserii Andrzeja Konica.

- W Niemczech Zachodnich nakręcono filmy Rittmeister Wronski[78] z 1954 r. i Kostenpflichtig zum Tode verurteilt z 1966 r.

- W połowie lat 50. Sosnowskiemu Amerykanie poświęcili 26-minutowy film The Story of Captain Serge Sosnowski „Lover Spy”, jednakże jego historia przedstawiona w filmie jest bardzo uproszczona[79]

- Historia działalności i domniemanej zdrady Sosnowskiego stała się kanwą odcinka serialu Sensacje XX wieku Bogusława Wołoszańskiego (premiera 12 kwietnia 2015 roku)[80]

## Ordery i odznaczenia
- Krzyż Walecznych[81] – czterokrotnie[10] (po raz 2, 3 i 4 w 1921)[82]
- Srebrny Krzyż Zasługi (1929)
- Odznaka 8 Pułku Ułanów Księcia Józefa Poniatowskiego
- Krzyż Oficerski Orderu Korony Rumunii
- Brązowy Medal Zasługi z mieczami (Austro-Węgry)[81]
- Srebrny Medal Waleczności I kl. (Austro-Węgry)[81]
- Srebrny Medal Waleczności II kl. (Austro-Węgry)[81]
- Krzyż Wojskowy Karola (Austro-Węgry)[81]

## Kariera wojskowa
Armia austro-węgierska
- 13 maja 1915 podchorąży (kadett)
- 1 września 1915 podporucznik
- 1 listopada 1917 porucznik

Wojsko Polskie
- 1 września 1920 rotmistrz[11]
- 1 listopada 1929 major[11]